# Heinz Basan
Heinz Basan (* 10. Februar 1944) ist ein ehemaliger deutscher Fußballspieler. 1969/70 spielte er für die BSG Stahl Eisenhüttenstadt in der DDR-Oberliga, der höchsten Spielklasse im DDR-Fußball.

## Sportliche Laufbahn
Seine fußballerische Laufbahn begann Heinz Basan bei der Polizeisportgemeinschaft Dynamo Frankfurt (Oder). Dort spielte er bis 1962, zuletzt in der Juniorenmannschaft. Noch vor Saisonende wurde diese im Rahmen der Übernahme der Sektion Fußball in den SC Frankfurt eingegliedert und gewann mit Basan im Juni 1962 den DDR-Juniorenpokal.
Zum Saisonstart 1962/63 der zweitklassigen DDR-Liga wechselte der 18-jährige Abwehrspieler Heinz Basan zur Betriebssportgemeinschaft (BSG) Stahl Eisenhüttenstadt, wo er in dieser Saison seine ersten sechs Zweitligaspiele bestritt. Schon nach einem Jahr nahm er erneut einen Wechsel vor und schloss sich dem DDR-Ligisten BSG Stahl Riesa an. Nachdem er dort 1963/64 ebenfalls nur sechs Ligaspiele absolviert hatte, gelang es ihm 1964/65, sich mit 17 Einsätzen in 30 Ligaspielen in den erweiterten Stammkader der Riesaer hineinzuspielen. Mit 25 Spielen gehörte er 1965/66 unangefochten zur Stammelf, erlitt aber in der Saison 1966/67 mit nur drei Ligaeinsätzen wieder einen Rückfall.
Von der Saison 1967/68 spielte Basan wieder für Stahl Eisenhüttenstadt. Mit seinen 24 Ligaeinsätzen erkämpfte er sich einen Stammplatz zurück, den er auch in der Spielzeit 1968/69 verteidigen konnte. Er war damit auch einer der Garanten für den Aufstieg in die DDR-Oberliga, mit dem die Eisenhüttenstädter die Saison beendeten. In der Oberligasaison 1969/70 bestritt Basan zunächst die ersten sechs Spiele, musste danach aber mehrfach aussetzen, sodass er schließlich als Abwehrspieler nur 16 der 26 Oberligaspiele absolvieren konnte. Daneben kam er in der DDR-Liga-Mannschaft Stahl II dreimal zum Einsatz. Die Oberligamannschaft schaffte nicht den Klassenerhalt und hätte in die DDR-Liga absteigen müssen. Da der BSG aber schwerwiegende Verstöße gegen die Verbandsstatuten angelastet wurden, wurde die bisherige Oberligamannschaft in die drittklassige Bezirksliga Frankfurt (Oder) zurückgestuft.
Mit Basan gewann Stahl Eisenhüttenstadt 1971 die Bezirksmeisterschaft und war anschließend in den Aufstiegsspielen zur DDR-Liga erfolgreich. Obwohl Basan für die DDR-Liga-Saison 1971/72 nominiert wurde, kam er nicht zum Einsatz und erschien auch später nicht mehr in den oberen Fußball-Ligen. Dort hatte er innerhalb von acht Spielzeiten 128 Spiele bestritten, als Abwehrspieler aber keine Tore erzielt.